# Альзон (приток Эро)
Альзон (фр. Alzon) — река во Франции, протекающая в департаменте Гар, левый приток реки Эро́. Начинаясь в коммуне Сен-Ипполит-дю-Фор, река на своём 12,5-километровом протяжении протекает через коммуны Монтульё, Сен-Бозий-де-Пютуа, и заканчивается в Агонес, где впадает в реку Эро́.